# Marc Dal Maso
Pour les articles homonymes, voir Maso.

a Compétitions nationales et continentales officielles uniquement.

b Matchs officiels uniquement.
Marc Dal Maso, né le 14 février 1967 à Escalans (Landes), est un joueur français de rugby à XV qui évolue au poste de talonneur. International français, il joue pendant sa carrière professionnelle au sein de cinq clubs différents. Il se reconvertit ensuite au poste d'entraîneur ; il est notamment reconnu pour son poste d'adjoint à la mêlée auprès de l'équipe nationale du Japon.

## Biographie

### Carrière de joueur
Marc Dal Maso évolue pendant sa carrière dans les clubs du Stade montois, du SU Agen, de l'US Colomiers, de la Section paloise et de l'USA Perpignan.
Le 1er novembre 1988, il est sélectionné pour la première fois avec les Barbarians français pour jouer les Māori de Nouvelle-Zélande à Bordeaux. Les Baa-Baas s'inclinent 14 à 31. Le 26 novembre, il obtient sa première cape internationale en équipe de France, affrontant la Roumanie au stade Dinamo de Bucarest.
Le 31 octobre 1992, il joue de nouveau avec les Barbarians français contre l'Afrique du Sud à Lille. Les Baa-Baas s'imposent 25 à 20.
Le 19 juin 1993, il est invité pour jouer avec les Barbarians français contre le XV du Président pour le Centenaire du rugby à Grenoble. Les Baa-Baas s'imposent 92 à 34. Le 11 novembre 1993, il est invité une nouvelle fois avec les Barbarians français pour jouer contre l'Australie à Clermont-Ferrand. Les Baa-Baas s'inclinent 26 à 43.
En 1994, il participe à la tournée des Barbarians français en Australie. Le 26 juin 1994, il joue avec les Barbarians français contre l'Université de Sydney en Australie. Les Baa-Baas s'imposent 36 à 62. Le 29 juin 1994, il joue contre les Barbarians australiens au Sydney Cricket Ground. Les Baa-Baas français s'imposent 29 à 20. Le 6 septembre 1994, il joue contre les Barbarians au stade Charléty à Paris. Les Baa-Baas s'imposent 35 à 18.
Deux ans plus tard, le 23 novembre 1996, il joue une nouvelle fois avec les Barbarians français contre l'Afrique du Sud à Brive-la-Gaillarde. Les Baa-Baas s'imposent 30 à 22.
Il a disputé les quatre matchs du Grand Chelem de la France en 1997. Il était essentiellement remplaçant pendant les matchs du tournoi de 1998 qui a valu un autre Grand Chelem à la France, il est entré en jeu lors du dernier match contre l'équipe du pays de Galles.
Le 30 janvier 1999, il joue avec l'US Colomiers la finale de la Coupe d'Europe au Lansdowne Road de Dublin face à l'Ulster mais les Columérins s'inclinent 21 à 6 face aux Irlandais.
Dal Maso a participé à la Coupe du monde de rugby 1999 (3 matchs disputés, dont la finale perdue contre l'Australie).
En novembre 2000, il joue son dernier match avec les Barbarians français pour jouer la Nouvelle-Zélande au stade Bollaert à Lens. Les Baa-Baas parviennent à s'imposer 23 à 21.
Le 24 mai 2003, il est remplaçant avec l'USA Perpignan lors d'une nouvelle finale de la Coupe d'Europe au Lansdowne Road de Dublin face au Stade toulousain. Il entre à la 59e à la place de Michel Konieck, mais les catalans ne parviennent pas à s'imposer, s'inclinant 22 à 17 face aux toulousains qui remportent le titre de champions d'Europe.

### Débuts en tant qu'entraîneur
Il entraîne l'USA Limoges qu'il fait monter de Fédérale 1 en Pro D2 en 2006. En avril 2007, il est démis de ses fonctions alors que le club est relégable.
Il s'engage alors avec le Stade montois en 2007, où il s'occupe des avants. Dal Maso est alors en tandem avec Stéphane Prosper, son beau-frère au civil. Dès la première année, il conduit les Montois à décrocher leur accession en Top 14.
En 2012, après avoir assuré la remontée du club jaune et noir en Top 14, il choisit de ne pas prolonger son aventure sur le banc montois ; sujet à des épisodes récurrents de fatigue, il passe alors des examens médicaux.

### Adjoint d'Eddie Jones auprès de la sélection japonaise
En 2013, il signe avec la Fédération japonaise de rugby à XV au sein du staff d'Eddie Jones, qu'il avait déjà intégré l'année précédente en tant que consultant.

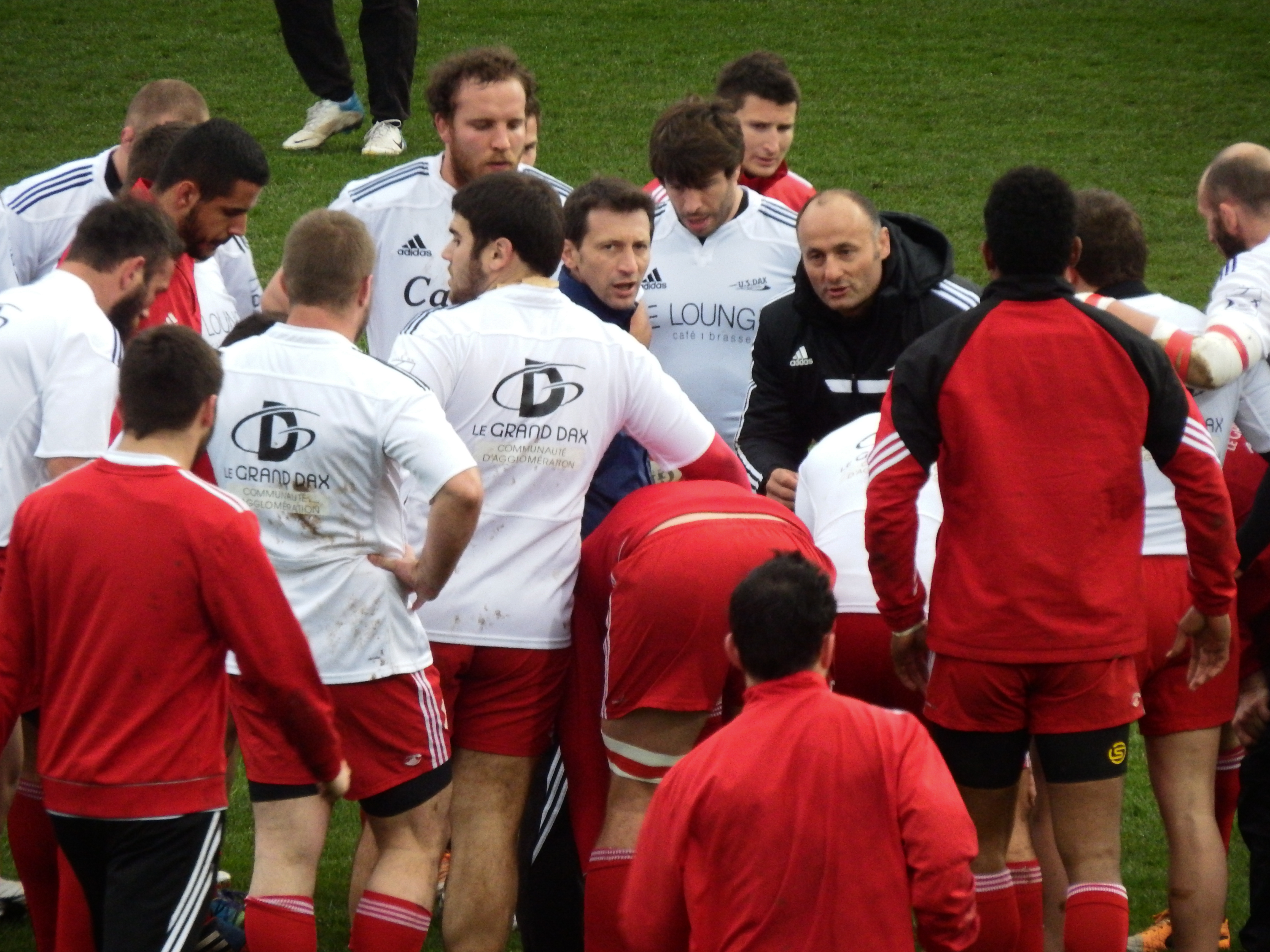
Marc Dal Maso, ici en tant qu'entraîneur-consultant auprès des joueurs de l'US Dax au printemps 2015.

Pendant son contrat avec les Cherry Blossoms, surnom des joueurs de l'équipe du Japon, Dal Maso effectue plusieurs missions ponctuelles auprès des mêlées de différents clubs en tant que consultant. Il intervient ainsi auprès du RC Narbonne en septembre 2014 et des Highlanders en janvier 2015. En février 2015, il est appelé par l'US Dax pour une mission de deux mois au sein du staff d'entraîneurs déjà en place, avec l'accord de l'association nippone.
Après une bonne Coupe du monde de la part du XV japonais, marquée notamment par une victoire contre l'Afrique du Sud, le contrat de Dal Maso touche à sa fin. Alors qu'il n'a pas encore arrêté son choix pour la saison 2015-2016, il effectue de nouvelles missions en tant que consultant pour des clubs pour lesquels il est déjà venu apporter son expertise : chez les Highlanders pendant six semaines pour le début du Super Rugby vers le mois de février, ainsi que plusieurs actions auprès de l'US Dax, d'abord pendant trois semaines en décembre, puis du mois de mars jusqu'au mois de mai à son retour de la Nouvelle-Zélande.

### Retour en Europe
En décembre 2015, Dal Maso révèle être atteint de la maladie de Parkinson, décelée en 2012 et présente selon lui depuis l'âge de ses 30 ans. Il s'interroge sur un éventuel lien entre cette maladie neurologique et la pratique d'un sport de contact tel que le rugby, ou avec sa présence auprès de produits chimiques disséminés dans les vignes dans lesquelles il eut travaillé.
Le 18 juillet 2016, le président du RC Toulon Mourad Boudjellal officialise la venue de Dal Maso en tant qu'entraîneur de la mêlée. Le 8 novembre 2016, Jacques Delmas est écarté de son poste d'entraîneur des avants du RCT, Dal Maso reprend alors le poste. En 2017, il retrouve son poste d'entraîneur spécialiste de la mêlée, en conséquence de l'arrivée de Fabrice Landreau en tant qu'entraîneur des avants.
Il obtient l'accord de son président en décembre 2017 pour intervenir auprès d'Eddie Jones et de l'équipe d'Angleterre de rugby à XV en tant que consultant spécialiste de la mêlée, dès le 1er juillet 2018. Entre-temps, il choisit de s'éloigner temporairement des terrains, subissant une opération du cerveau au mois de juin dans le cadre de sa maladie,. Alors que son contrat avec le RC Toulon court jusqu'en 2019, il n'est pas intégré dans le staff du nouveau manager Patrice Collazo en 2018-2019.
Le 2 juillet 2019, il devient le nouvel entraîneur des avants du CA Brive, en remplacement de Didier Casadeï. Fin novembre 2020, alors que les symptômes relatifs à la maladie de Parkinson s'aggravent, additionnés au risque sanitaire lié à la pandémie de Covid-19 en France, il prend du recul et entre en arrêt maladie ; il se fait opérer une seconde fois en avril 2021. Son contrat avec le club corrézien prend fin à la fin de la saison 2020-2021.
Sans poste en compétition officielle, il repart habiter dans les Landes, à Capbreton,. Bien qu'une telle opération médicale marque normalement d'une activité professionnelle, il aménage son rythme et continue d'intervenir dans le milieu du rugby. Il intervient tout d'abord auprès des équipes jeunes du Rugby Cœur des Landes,, avant d'intégrer fin septembre 2021 l'équipe féminine de l'AS Bayonne évoluant en Élite 1. Malgré le forfait général de l'équipe première en décembre, il reste au club auprès de la réserve de Fédérale 1 pour la fin de la saison.
En mai 2022, son retour à l'US Dax, cette fois en tant qu'entraîneur titulaire auprès de la mêlée aux côtés du manager Jean-Frédéric Dubois, est officialisé pour la saison à venir en Nationale. Dès sa première saison de retour au club, le groupe dacquois acquiert son accession en Pro D2 ; sa mission est alors prolongée. Après deux saisons en Pro D2, dont une première conclue par une qualification en phase finale, il met fin à sa mission avec la mêlée dacquoise, son état de santé étant devenu incompatible avec le rythme professionnel.

## Palmarès

### En tant que joueur

#### En club
- Championnat de France de première division :
  - Vice-champion (1) : 2000 avec l'US Colomiers[43].
- Challenge Yves du Manoir :
  - Vainqueur (1) : 1992 avec le SU Agen.
- Coupe d'Europe :
  - Vice-champion (2) : 1999 avec l'US Colomiers et 2003 avec l'USA Perpignan.
- Challenge européen :
  - Finaliste (1) : 1998 avec le SU Agen.

#### En équipe nationale
- Tournois des Cinq/Six Nations disputés : 1997, 1998 et 2000
- Grand Chelem de la France en 1997 et 1998
- Coupe du monde de rugby à XV :
  - Finaliste : 1999.

##### Tournoi des Cinq/Six Nations
| Édition           | Rang | Résultats France | Résultats Dal Maso | Matchs Dal Maso |
| ----------------- | ---- | ---------------- | ------------------ | --------------- |
| Cinq Nations 1997 | 1    | 4 v, 0 n, 0 d    | 4 v, 0 n, 0 d      | 4/4             |
| Cinq Nations 1998 | 1    | 4 v, 0 n, 0 d    | 1 v, 0 n, 0 d      | 1/4             |
| Six Nations 2000  | 2    | 3 v, 0 n, 2 d    | 3 v, 0 n, 2 d      | 5/5             |

Légende : v = victoire ; n = match nul ; d = défaite ; la ligne est en gras quand il y a Grand Chelem.

##### Coupe du monde
| Édition          | Rang      | Résultats France | Résultats Dal Maso | Matchs Dal Maso |
| ---------------- | --------- | ---------------- | ------------------ | --------------- |
| Royaume-Uni 1999 | Finaliste | 5 v, 0 n, 1 d    | 3 v, 0 n, 1 d      | 4/6             |

Légende : v = victoire ; n = match nul ; d = défaite.

### En tant qu'entraîneur
- Championnat de France de Nationale :
  - Vice-champion : 2023 avec l'US Dax.

### Distinctions personnelles
- Nuit du rugby 2008 : Meilleur staff d'entraîneur de la Pro D2 (avec Stéphane Prosper) pour la saison 2007-2008

## Statistiques

### En équipe nationale
- Sélections en équipe nationale : 33 (20)[2]
- Sélections par année : 1 en 1989, 1 en 1990, 2 en 1996, 12 en 1997, 3 en 1998, 9 en 1999, 5 en 2000

### En tant qu'entraîneur
| Saison    | Club          | Division   | Poste  | Classement                                   | Coupe d'Europe             | Challenge européen |
| --------- | ------------- | ---------- | ------ | -------------------------------------------- | -------------------------- | ------------------ |
| 2005-2006 | USA Limoges   | Fédérale 1 | Avants | Vice-champion, accession en Pro D2           | —                          | —                  |
| 2006-2007 | USA Limoges   | Pro D2     | Avants | 15e                                          | —                          | —                  |
| 2007-2008 | Stade montois | Pro D2     | Avants | Vainqueur de la finale d'accession au Top 14 | —                          | —                  |
| 2008-2009 | Stade montois | Top 14     | Avants | 14e                                          | —                          | Éliminé en poule   |
| 2009-2010 | Stade montois | Pro D2     | Avants | 12e                                          | —                          | —                  |
| 2010-2011 | Stade montois | Pro D2     | Avants | Éliminé en demi-finale d'accession           | —                          | —                  |
| 2011-2012 | Stade montois | Pro D2     | Avants | Vainqueur de la finale d'accession au Top 14 | —                          | —                  |
| 2016-2017 | RC Toulon     | Top 14     | Avants | Défaite en finale                            | Éliminé en quart-de-finale | —                  |
| 2017-2018 | RC Toulon     | Top 14     | Mêlée  | Éliminé en barrages                          | Éliminé en quart-de-finale | —                  |
| 2019-2020 | CA Brive      | Top 14     | Avants | 11e (arrêt du championnat)                   | —                          | Éliminé en poule   |
| 2022-2023 | US Dax        | Nationale  | Mêlée  | Vice-champion, accession en Pro D2           | —                          | —                  |